# Joëlle Numainville
Joëlle Numainville (Laval, 20 de noviembre de 1987) es una ciclista profesional canadiense. Debutó como profesional en 2007 aunque se ha recalificado amateur varias veces ya que ha podido correr carreras profesionales internacionales con la Selección de Canadá.
Debido a sus buenos resultados en América y en el Tour de Flandes logró plaza para participar en los Juegos Olímpicos de Londres 2012 participando en la prueba en ruta donde acabó 12.ª.
También destacan sus 3 puestos entre las 15 primeras en el Mundial en Ruta  (2011, 2012 y 2015) -pero nunca entre las 10 primeras-.

## Trayectoria deportiva
Debutó como profesional en 2007 aunque en sus dos primeros años como profesional no destacó demasiado. En 2009, ya como amateur, ganó el Campeonato Panamericano en Ruta —lo que la dio acceso a la Selección de Canadá— y poco después 1 etapa de la carrera profesional Trophée d'Or Féminin (con la Selección de Canadá) —a principios de año ganó alguna carrera amateur de Estados Unidos—.  En 2010 tuvo una trayectoria similar al de su anterior año con un 2.º puesto en el Campeonato Panamericano en Ruta pero además logrando victorias profesionales en Canadá -el Gran Premio Ciclista de Gatineau y el Campeonato de Canadá en Ruta-.
En 2011 fue de nuevo profesional y tuvo acceso a un calendario más amplio, además de correr carreras amateurs en América en las que logró alguna victoria disputó por ejemplo el Tour de Flandes (carrera puntuable para la Copa del Mundo donde fue 6.ª;  en el Campeonato Mundial en Ruta, acabó 11.ª. Al año siguiente de nuevo como amateur ganó varias carreras no profesionales en América pero además fue 3.ª en dicho Tour de Flandes con la Selección de Canadá. Eso la dio acceso para participar en los Juegos Olímpicos de Londres 2012 participando en la prueba en ruta donde acabó 12.ª. Poco después consiguió una etapa en el Tour Cycliste Féminin International de l'Ardèche (con la Selección de Canadá) y además, consiguió su segundo top-15 en el Campeonato Mundial en Ruta, acabó 12.ª.
En 2013 su equipo subió al profesionalismo y ya no abandonaría el profesionalismo. Ese año destacó su doble victoria en el Campeonato de Canadá -contrarreloj y en ruta- y repitió triunfo de etapa en el Tour Cycliste Féminin International de l'Ardèche-. En agosto de 2014 marchó a equipos Europa en los que solo ha podido obtener victorias en los campeonatos nacionales. A destacar el 11.º puesto conseguido en el Campeonato Mundial en Ruta 2015.

## Palmarés
2009 (como amateur)
- Campeonato Panamericano en Ruta
- 1 etapa del Trophée d'Or Féminin

2010 (como amateur)
- 2.ª en el Campeonato Panamericano en Ruta
- Gran Premio Ciclista de Gatineau
- Campeonato de Canadá en Ruta

2012 (como amateur)
- 3.ª en el Campeonato de Canadá en Ruta
- 1 etapa del Tour Cycliste Féminin International de l'Ardèche

2013
- Campeonato de Canadá Contrarreloj
- Campeonato de Canadá en Ruta
- 1 etapa del Tour Cycliste Féminin International de l'Ardèche

2015
- Campeonato de Canadá en Ruta

2016
- White Spot / Delta Road Race

## Resultados en Grandes Vueltas y Campeonatos del Mundo
Durante su carrera deportiva ha conseguido los siguientes puestos en las Grandes Vueltas femeninas y en los Campeonatos del Mundo en carretera:
| Carrera              | 2007 | 2008 | 2009 | 2010 | 2011 | 2012 | 2013 | 2014 | 2015 | 2016 | 2017 |
| -------------------- | ---- | ---- | ---- | ---- | ---- | ---- | ---- | ---- | ---- | ---- | ---- |
| Giro de Italia       | -    | -    | -    | -    | -    | -    | -    | -    | 15.ª | -    | -    |
| Tour de l'Aude       | Ab.  | -    | 42.ª | -    | X    | X    | X    | X    | X    | X    | X    |
| Grande Boucle        | -    | -    | -    | X    | X    | X    | X    | X    | X    | X    | X    |
| Mundial en Ruta      | -    | -    | Ab.  | 69.ª | 12.ª | 13.ª | Ab.  | Ab.ª | 11.ª | 9.ª  | -    |
| Mundial Contrarreloj | -    | -    | -    | -    | -    | 21.ª | 19.ª | -    | -    | -    | -    |

-: no participa

Ab: abandono

X: ediciones no celebradas

## Equipos
- Team Expresscopy.com (2007)
- ESGL 93-GSD Gestión (2008-2009)[9]
- Selección de Canadá (2009-2012) (amateur)
- Team TIBCO-To The Top (2011)
- Optum p/b Kelly Benefit Strategies (2013-2014)[10]
- Lotto Belisol Ladies (2014)[11]
- Bigla (2015-2016)
  - Bigla Pro Cycling Team (2015)
  - Cervélo-Bigla Pro Cycling Team (2016)
- Cylance Pro Cycling (2017)